# Excelsior Rotterdam in het seizoen 2022/23 (vrouwen)
Het seizoen 2022/2023 was het zesde jaar in het bestaan van de Rotterdamse vrouwenvoetbalclub Excelsior. De club kwam uit in de Eredivisie en eindigde op de 11e plaats. In het toernooi om de KNVB beker reikte de ploeg tot de kwartfinale. Hierin was PSV te sterk met 5–0.

## Selectie en technische staf

### Selectie
| Nr.             | Nat.               | Naam                     | Competitie  | Competitie  | Beker       | Beker       | Totaal      | Totaal      | Seizoen bij Excelsior | Vorige club      | Contract     |             |             |             |             |             |             |
| Nr.             | Nat.               | Naam                     | W           | Goal        | W           | Goal        | W           | Goal        | Seizoen bij Excelsior | Vorige club      | Contract     |             |             |             |             |             |             |
| Doelvrouwen     | Doelvrouwen        | Doelvrouwen              | Doelvrouwen | Doelvrouwen | Doelvrouwen | Doelvrouwen | Doelvrouwen | Doelvrouwen | Doelvrouwen           | Doelvrouwen      | Doelvrouwen  | Doelvrouwen | Doelvrouwen | Doelvrouwen | Doelvrouwen | Doelvrouwen | Doelvrouwen |
| --------------- | ------------------ | ------------------------ | ----------- | ----------- | ----------- | ----------- | ----------- | ----------- | --------------------- | ---------------- | ------------ | ----------- | ----------- | ----------- | ----------- | ----------- | ----------- |
| 1               | Vlag van Nederland | Isa Pothof               | 20          | 0           | 1           | 0           | 21          | 0           | 3e                    | AFC Ajax         | 30 juni 2023 |             |             |             |             |             |             |
| 20              | Vlag van Nederland | Nikki de Haan            | 0           | 0           | 1           | 0           | 0           | 0           | 1e                    | PSV              | 30 juni 2023 |             |             |             |             |             |             |
| 21              | Vlag van Nederland | Lot Hemminga             | 0           | 0           | 0           | 0           | 0           | 0           | 1e                    | Jeugd            | Contractloos |             |             |             |             |             |             |
| Verdedigsters   |                    |                          |             |             |             |             |             |             |                       |                  |              |             |             |             |             |             |             |
| 2               | Vlag van Nederland | Nikki Ridder             | 20          | 0           | 2           | 0           | 22          | 0           | 5e                    | ADO Den Haag     | 30 juni 2023 |             |             |             |             |             |             |
| 3               | Vlag van Nederland | Rachel Kleine            | 18          | 1           | 2           | 0           | 20          | 1           | 2e                    | FC Twente        | 30 juni 2023 |             |             |             |             |             |             |
| 4               | Vlag van Nederland | Yara Helderman           | 1           | 0           | 0           | 0           | 1           | 0           | 1e                    | Feyenoord        | 30 juni 2023 |             |             |             |             |             |             |
| 5               | Vlag van Nederland | Yentl van Goch           | 18          | 0           | 1           | 0           | 19          | 0           | 2e                    | Sparta Rotterdam | 30 juni 2023 |             |             |             |             |             |             |
| 12              | Vlag van Suriname  | Naomi Piqué              | 20          | 1           | 0           | 0           | 20          | 1           | 3e                    | ADO Den Haag     | 14 juni 2023 |             |             |             |             |             |             |
| 15              | Vlag van Nederland | Fleur Mol                | 16          | 0           | 0           | 0           | 16          | 0           | 1e                    | Sparta Rotterdam | 30 juni 2023 |             |             |             |             |             |             |
| 18              | Vlag van Nederland | Lieke de With            | 11          | 0           | 1           | 0           | 12          | 0           | 1e                    | PSV              | 30 juni 2023 |             |             |             |             |             |             |
| 23              | Vlag van Nederland | Lieke Huijsmans          | 0           | 0           | 0           | 0           | 0           | 0           | 3e                    | Jeugd            | 30 juni 2023 |             |             |             |             |             |             |
| 27              | Vlag van Nederland | Jackie Huijsing          | 0           | 0           | 0           | 0           | 0           | 0           | 1e                    | Jeugd            | 30 juni 2023 |             |             |             |             |             |             |
| 30              | Vlag van Nederland | Manouh van Houwelingen   | 0           | 0           | 0           | 0           | 0           | 0           | 1e                    | Jeugd            | Contractloos |             |             |             |             |             |             |
| Middenveldsters |                    |                          |             |             |             |             |             |             |                       |                  |              |             |             |             |             |             |             |
| 6               | Vlag van Nederland | Lynn Groenewegen         | 15          | 0           | 2           | 0           | 17          | 1           | 1e                    | Jeugd            | 30 juni 2023 |             |             |             |             |             |             |
| 8               | Vlag van Nederland | Anne Bhagerath           | 3           | 0           | 0           | 0           | 3           | 0           | 3e                    | FC Twente        | 30 juni 2023 |             |             |             |             |             |             |
| 9               | Vlag van Nederland | Yasmine de Jong          | 1           | 0           | 0           | 0           | 1           | 0           | 1e                    | Jeugd            | Contractloos |             |             |             |             |             |             |
| 10              | Vlag van Nederland | Katelyn Hendriks         | 16          | 1           | 1           | 0           | 17          | 1           | 2e                    | ADO Den Haag     | 30 juni 2024 |             |             |             |             |             |             |
| 14              | Vlag van Nederland | Lieve van Vliet          | 20          | 0           | 2           | 0           | 22          | 0           | 2e                    | Sparta Rotterdam | 30 juni 2023 |             |             |             |             |             |             |
| 16              | Vlag van Nederland | Akke van den Born        | 10          | 0           | 0           | 0           | 10          | 0           | 1e                    | ADO Den Haag     | 30 juni 2023 |             |             |             |             |             |             |
| 24              | Vlag van Nederland | Stephanie Coelho Aurélio | 20          | 0           | 2           | 0           | 20          | 2           | 3e                    | Jeugd            | 30 juni 2023 |             |             |             |             |             |             |
| Aanvalsters     |                    |                          |             |             |             |             |             |             |                       |                  |              |             |             |             |             |             |             |
| 7               | Vlag van Nederland | Dana Breewel             | 20          | 2           | 1           | 0           | 21          | 2           | 1e                    | VV Alkmaar       | 30 juni 2023 |             |             |             |             |             |             |
| 9               | Vlag van Nederland | Iris van Bokhoven        | 13          | 1           | 1           | 0           | 14          | 1           | 4e                    | Feyenoord        | 30 juni 2023 |             |             |             |             |             |             |
| 11              | Vlag van Nederland | Britt Udink              | 13          | 0           | 1           | 0           | 14          | 0           | 2e                    | sc Heerenveen    | 30 juni 2023 |             |             |             |             |             |             |
| 17              | Vlag van Aruba     | Aïsse Gumbs              | 16          | 3           | 1           | 0           | 17          | 1           | 1e                    | Sparta Rotterdam | 30 juni 2023 |             |             |             |             |             |             |
| 19              | Vlag van Iran      | Nur Al Jawahiri          | 2           | 0           | 0           | 0           | 2           | 0           | 4e                    | Jeugd            | 30 juni 2023 |             |             |             |             |             |             |
| 22              | Vlag van Nederland | Rachelle Ardon           | 5           | 0           | 0           | 0           | 5           | 0           | 2e                    | Jeugd            | 30 juni 2023 |             |             |             |             |             |             |
| 23              | Vlag van Nederland | Lotje de Keijzer         | 10          | 2           | 0           | 0           | 10          | 2           | 1e                    | RSC Anderlecht   | 30 juni 2023 |             |             |             |             |             |             |
| 25              | Vlag van Nederland | Roos Hop                 | 6           | 0           | 0           | 0           | 6           | 0           | 1e                    | VV DSE           | 30 juni 2023 |             |             |             |             |             |             |
| 26              | Vlag van Nederland | Angela Versluis          | 4           | 0           | 0           | 0           | 4           | 0           | 2e                    | Brisbane Lions   | 30 juni 2023 |             |             |             |             |             |             |
| 28              | Vlag van Nederland | Chelsea Homan            | 2           | 1           | 0           | 0           | 2           | 1           | 1e                    | Jeugd            | Contractloos |             |             |             |             |             |             |
| Nr.             | Nat.               | Naam                     | W           | Goal        | W           | Goal        | W           | Goal        | Seizoen bij Excelsior | Vorige club      | Contract     |             |             |             |             |             |             |
| Nr.             | Nat.               | Naam                     | Competitie  | Competitie  | Beker       | Beker       | Totaal      | Totaal      | Seizoen bij Excelsior | Vorige club      | Contract     |             |             |             |             |             |             |

### Legenda
| # | Reden                                          |
| - | ---------------------------------------------- |
|   | Heeft de club in het lopende seizoen verlaten. |

### Technische staf
| Naam         | Functie      |
| ------------ | ------------ |
| Richard Mank | Hoofdtrainer |

## Wedstrijdstatistieken

### Eredivisie
|       | ADO Den Haag | Ajax  | VV Alkmaar | Feyenoord | Fortuna Sittard | sc Heerenveen | PEC Zwolle | PSV   | Telstar | FC Twente |
| ----- | ------------ | ----- | ---------- | --------- | --------------- | ------------- | ---------- | ----- | ------- | --------- |
| Thuis | 0 – 6        | 0 – 3 | 1 – 2      | 1 – 0     | 0 – 5           | 0 – 2         | 2 – 2      | 1 – 3 | 2 – 2   | 0 – 3     |
| Uit   | 2 – 0        | 3 – 1 | 1 – 3      | 2 – 1     | 3 – 1           | 1 – 0         | 2 – 0      | 4 – 0 | 2 – 1   | 9 – 0     |

| Speelronde 1                                                                                  | Feyenoord | 2 – 1 (1 – 1)    | Excelsior | Opstelling Excelsior |
| 16 september 2022 Aanvangstijd: 19.30 uur Plaats: Rotterdam Sportcomplex Varkenoord           | Maxime Bennink 21' Sabrine Ellouzi 40' Pia Rijsdijk 68'                                                                              | Wedstrijdverslag | 3' (e.d.) Amber Verspaget 42' Naomi Piqué 76' Rachelle Ardon                                                                   | Pothof, Mol, Piqué, Ardon, Ridder, Van Vliet, Aurélio, Groenewegen ( 68' Gumbs), Van Bokhoven), Breewel ( 68' Van Goch), Hop                                                       |
| Speelronde 2                                                                                  | Excelsior | 0 – 6 (0 – 4)    | ADO Den Haag | Opstelling Excelsior |
| 23 september 2022 Aanvangstijd: 19.30 uur Plaats: Rotterdam Van Donge & De Roo Stadion        | Yentl van Goch 61' Akke van den Born 71' Iris van Bokhoven 90+2' Fleur Mol 90+3'                                                     | Wedstrijdverslag | 22' (e.d.) Nikki Ridder 32', 53' Jaimy Ravensbergen 38' Bo Vonk 43' Daniëlle Noordermeer 45+2' Lobke Loonen 67' Nikki IJzerman | Pothof, Mol, Piqué, Kleine, Ridder, Van Vliet, Aurélio, Groenewegen ( 46' Gumbs), Van Bokhoven, Breewel ( 57' Van Goch), Hop ( 57' Van den Born)                                   |
| Speelronde 3                                                                                  | VV Alkmaar | 1 – 3 (1 – 1)    | Excelsior | Opstelling Excelsior |
| 30 september 2022 Aanvangstijd: 19.30 uur Plaats: Alkmaar Sportpark Robonsbosweg              | Veerle van der Most 33' Femke Liefting 57'                                                                                           | Wedstrijdverslag | 20' Dana Breewel 61' (e.d.) Kim Remijnse 64' Nikki Ridder 64' Naomi Piqué 66' Fleur Mol 77' Aïsse Gumbs                        | Pothof, Mol ( 88' Van Goch), Piqué, Kleine, Ridder ( 75' De With), Van Vliet, Aurélio, Van den Born ( 75' Groenewegen), Van Bokhoven ( 75' Udink), Breewel ( 84' Hendriks), Gumbs  |
| Speelronde 4                                                                                  | Excelsior | 2 – 2 (2 – 1)    | PEC Zwolle | Opstelling Excelsior |
| 16 oktober 2022 Aanvangstijd: 12.15 uur Plaats: Rotterdam Van Donge & De Roo Stadion          | Iris van Bokhoven 14' Dana Breewel 44'                                                                                               | Wedstrijdverslag | 24' Marushka van Olst 72' Danique Noordman                                                                                     | Pothof, Mol, Piqué, Kleine, Ridder, Van den Born ( 65' Bhagerath), Aurélio, Van Vliet, Van Bokhoven ( 85' Van Goch), Breewel ( 46' Udink), Gumbs ( 85' Hendriks)                   |
| Speelronde 5                                                                                  | Ajax | 3 – 1 (2 – 1)    | Excelsior | Opstelling Excelsior |
| 21 oktober 2022 Aanvangstijd: 19.30 uur Plaats: Amsterdam Sportpark De Toekomst               | Sherida Spitse 23' Tiny Hoekstra 26' Quinty Sabajo 45+1' Nikita Tromp 54'                                                            | Wedstrijdverslag | 30' Naomi Piqué 66' Katelyn Hendriks                                                                                           | Pothof, Mol, Piqué, Kleine, Ridder, Van Vliet, Aurélio ( 84' Hop), Van Goch ( 46' Gumbs), Van Bokhoven ( 77' Groenewegen), Breewel ( 61' Van den Born), De With                    |
| Speelronde 6                                                                                  | Excelsior Rotterdam | 2 – 2 (0 – 0)    | Telstar | Opstelling Excelsior |
| 28 oktober 2022 Aanvangstijd: 19.30 uur Plaats: Krimpen aan de IJssel Sportpark Waalplantsoen | Katelyn Hendriks 60' 90+4' Nienke Wierda 71' (e.d.)                                                                                  | Wedstrijdverslag | 22' Isa Gomez 50' Felice Hermans 70' Chelly Drost 82' Bruinenberg                                                              | Pothof, Mol ( 58' Hop), Piqué, Kleine, Ridder, Van Vliet, Aurélio, Van Goch ( 46' Gumbs), Van Bokhoven ( 88' Udink), Breewel ( 58' Hendriks), Van den Born ( 58' De With)          |
| Speelronde 7                                                                                  | Excelsior | 0 – 5 (0 – 3)    | Fortuna Sittard | Opstelling Excelsior |
| 4 november 2022 Aanvangstijd: 19.30 uur Plaats: Krimpen aan de IJssel Sportpark Waalplantsoen | Rachel Kleine 87' | Wedstrijdverslag | 6' Jarne Teulings 18', 28' Wullaert 56' Féli Delacauw 60' Dana Foederer                                                        | Pothof, De With, Piqué, Kleine, Ridder, Van Vliet, Aurélio, Van Goch ( 46' Gumbs), Van Bokhoven ( 88' Udink), Breewel ( 58' Hendriks), Van den Born ( 58' De With)                 |
| Speelronde 8                                                                                  | FC Twente | 9 – 0 (3 – 0)    | Excelsior | Opstelling Excelsior |
| 20 november 2022 Aanvangstijd: 14.30 uur Plaats: Enschede Sportpark Het Diekman               | Fenna Kalma 4', 72', 76', 88' Renate Jansen 23' 26' Danique Kerkdijk Caitlin Dijkstra 31' Kayleigh van Dooren 57' Ella Peddemors 80' | Wedstrijdverslag | | Pothof, Mol, Piqué, Kleine, Ridder, De With, Van Vliet ( 85' Hop), Hendriks), Udink ( 85' Ardon), Breewel ( 85' Al Jawahiri), Gumbs ( 60' Aurélio)                                 |
| Speelronde 10                                                                                 | Excelsior | 1 – 3 (1 – 1)    | PSV | Opstelling Excelsior |
| 4 december 2022 Aanvangstijd: 12.15 uur Plaats: Rotterdam Van Donge & De Roo Stadion          | Aïsse Gumbs 37' | Wedstrijdverslag | 30' Siri Worm 45' Janou Levels 63' Chimera Ripa 70' Zera Hulswit 85' Senna Koeleman                                            | Pothof, Mol ( 83' Van den Born), Piqué, Kleine, Ridder, De With, Van Vliet ( 78' Van Goch), Hendriks ( 68' Aurélio), Van Bokhoven ( 78' Udink), Breewel, Gumbs                     |
| Speelronde 12                                                                                 | Telstar | 1 – 2 (0 – 1)    | Excelsior | Opstelling Excelsior |
| 20 januari 2023 Aanvangstijd: 19.30 uur Plaats: Velsen-Zuid 711 Stadion                       | Isa Gomez 18' 40' Samya Hassani 29' 85' Felice Hermans 43' Sascha van Zelst 58'                                                      | Wedstrijdverslag | 13' Lotje de Keijzer 30' Lieke de With                                                                                         | Pothof, De With ( 46' Mol), Piqué, Kleine, Ridder, Groenewegen, Van Vliet, Hendriks ( 67' Versluis), Van Bokhoven ( 80' Aurélio), Breewel ( 67' Gumbs), De Keijzer ( 80' Van Goch) |
| Speelronde 11                                                                                 | sc Heerenveen | 1 – 0 (0 – 0)    | Excelsior | Opstelling Excelsior |
| 24 januari 2023 Aanvangstijd: 19.30 uur Plaats: Heerenveen Sportpark Skoatterwald             | Janneke Ennema 2' Merel Bormans 27'                                                                                                  | Wedstrijdverslag | 56' Katelyn Hendriks 90+1' Kleine                                                                                              | Pothof, De With, Piqué, Kleine, Ridder, Groenewegen, Van Vliet ( 77' Versluis), Hendriks, Gumbs ( 70' Aurélio), Breewel ( 77' Ardon), De Keijzer ( 77' Udink)                      |
| Speelronde 13                                                                                 | Excelsior Rotterdam | 1 – 2 (0 – 1)    | VV Alkmaar | Opstelling Excelsior |
| 27 januari 2023 Aanvangstijd: 19.30 uur Plaats: Krimpen aan de IJssel Sportpark Waalplantsoen | Rachel Kleine 90+2' | Wedstrijdverslag | 4' 56' Veerle van der Most 40' Jasmijn van der Heijde 42' Robin Blom 67' Judith Roosjen 77' Isa Colin 90+5' Bo op de Weegh     | Pothof, Mol ( 87' De With), Piqué, Kleine, Ridder ( 46' Van Bokhoven), Groenewegen, Van Vliet, Hendriks, Ardon ( 46' Van Goch), Breewel ( 46' Aurélio), De Keijzer                 |
| Speelronde 14                                                                                 | PEC Zwolle | 2 – 0 (0 – 0)    | Excelsior | Opstelling Excelsior |
| 3 februari 2023 Aanvangstijd: 19.30 uur Plaats: Berkum Sportpark de Vegtlust                  | Evi Maatman 63' Inske Weiman 89' | Wedstrijdverslag | 34' Stephanie Coelho Aurélio                                                                                                   | Pothof, Mol, Piqué, Kleine, Ridder ( 69' Van Goch), Groenewegen, Van Vliet, Hendriks ( 69' Gumbs), Aurélio, Van Bokhoven, De Keijzer ( 78' Breewel)                                |
| Speelronde 15                                                                                 | Excelsior | 0 – 3 (0 – 2)    | FC Twente | Opstelling Excelsior |
| 11 februari 2023 Aanvangstijd: 16.00 uur Plaats: Rotterdam Van Donge & De Roo Stadion         | | Wedstrijdverslag | 14' Caitlin Dijkstra 45+1' Wieke Kaptein 86' Fenna Kalma                                                                       | Pothof, Van Goch, Piqué, , Aurélio, Kleine, Ridder, Groenewegen, Van Vliet ( 74' Udink), Hendriks ( 77' Versluis), Breewel ( 77' Al Jawahiri, De Keijzer ( 60' Bhagerath)          |
| Speelronde 16                                                                                 | PSV | 4 – 0 (3 – 0)    | Excelsior | Opstelling Excelsior |
| 3 maart 2023 Aanvangstijd: 19.30 uur Plaats: Eindhoven PSV Campus De Herdgang                 | Joëlle Smits 20', 53' Zera Hulswit 37', 42'                                                                                          | Wedstrijdverslag | | Pothof, Van Goch, Piqué, , Aurélio, Kleine ( 53' Mol), Ridder, Groenewegen, Van Vliet, Van Bokhoven ( 71' Udink), Breewel, De Keijzer ( 71' Van den Born)                          |
| Speelronde 17                                                                                 | Excelsior Rotterdam | 0 – 3 (0 – 1)    | Ajax | Opstelling Excelsior |
| 10 maart 2023 Aanvangstijd: 19.30 uur Plaats: Rotterdam Van Donge & De Roo Stadion            | Stephanie Coelho Aurélio 29' Rachel Kleine 56' Yentl van Goch 90+3'                                                                  | Wedstrijdverslag | 34' Quinty Sabajo Eshly Bakker                                                                                                 | Pothof, De With ( 72' Van Bokhoven), Piqué, , Aurélio ( 64' Van Goch), Kleine, Ridder, Groenewegen, Van Vliet, Hendriks, Udink ( 72' Hop), Breewel ( 64' Gumbs)                    |
| Speelronde 18                                                                                 | Fortuna Sittard | 3 – 1 (1 – 1)    | Excelsior | Opstelling Excelsior |
| 24 maart 2023 Aanvangstijd: 19.30 uur Plaats: Sittard Fortuna Sittard Stadion                 | Amber van Heeswijk 19' Kristina Erman 77' Tessa Wullaert 89'                                                                         | Wedstrijdverslag | 31' Lotje de Keijzer | Pothof, De With ( 60' Ridder), Piqué, Aurélio ( 60' Mol), Van Goch, Groenewegen ( 46' Van den Born), De Keijzer, Van Vliet, Gumbs ( 60' Versluis), Breewel, Udink                  |
| Speelronde 20                                                                                 | Excelsior | 1 – 0 (0 – 0)    | Feyenoord | Opstelling Excelsior |
| 23 april 2023 Aanvangstijd: 12.15 uur Plaats: Rotterdam Van Donge & De Roo Stadion            | Chelsea Homan 73' Katelyn Hendriks 76'                                                                                               | Wedstrijdverslag | | Pothof, Van Goch, Piqué, Kleine, Van Goch, Groenewegen, Van Vliet ( 64' Aurélio), Hendriks ( 86' De Jong), De Keijzer, Breewel ( 64' Homan), Udink ( 78' Mol)                      |
| Speelronde 21                                                                                 | Excelsior | 0 – 2 (0 – 1)    | sc Heerenveen | Opstelling sc Heerenveen |
| 30 april 2023 Aanvangstijd: 14.00 uur Plaats: Rotterdam Van Donge & De Roo Stadion            | | Wedstrijdverslag | 11' Merel Bormans 82' Janneke Ennema                                                                                           | Pothof, Van Goch ( 78' Ardon), Piqué, Kleine, Ridder, Groenewegen, Van Vliet ( 64' Aurélio), Hendriks, De Keijzer ( 46' Homan), Breewel ( 46' Gumbs), Udink ( 69' Mol)             |
| Speelronde 22                                                                                 | ADO Den Haag | 2 – 0 (1 – 0)    | Excelsior | Opstelling Excelsior |
| 7 mei 2023 Aanvangstijd: 14.30 uur Plaats: Den Haag Bingoal Stadion                           | Liz Rijsbergen 34', 52' Louise van Oosten 43'                                                                                        | Wedstrijdverslag | 28' Dana Breewel 45+2' Lieve van Vliet 68' Lotje de Keijzer                                                                    | Pothof, Van Goch ( 77' Mol), Piqué ( 90' Helderman), Kleine, Ridder, Van Vliet, Van den Born, Hendriks, De Keijzer ( 77' Gumbs), Breewel ( 64' Groenewegen), Udink ( 64' Aurélio)  |

### KNVB beker
| Achtste finale                                                            | SV Saestum                                                                             | 0 – 0 (0 – 0, 0 – 0) 3 – 5 na strafschoppen | Excelsior Rotterdam                                                              | Opstelling Excelsior |
| 25 februari 2023 Aanvangstijd: 13.00 uur Plaats: Zeist Sportpark Noordweg | Tami Groenendijk Anniek Smulders Chirsty Williegenburg Moisa Verkuijl                  | Strafschoppen Wedstrijdverslag              | Naomi Piqué Lynn Groenewegen Stephanie Coelho Aurélio Rachel Kleine Nikki Ridder | Pothof, Mol ( 80' Van Goch, Piqué, Kleine, Ridder, Aurélio, Van Vliet ( 72' Bhagerath), Groenewegen, Breewel ( 46' De Keijzer), Van Bokhoven, Hendriks ( 72' Gumbs) |
| Kwartfinale                                                               | PSV                                                                                    | 5 – 0 (1 – 0)                               | Excelsior Rotterdam                                                              | Opstelling Excelsior |
| 19 maart 2023 Aanvangstijd: 13.00 uur Plaats: Eindhoven De Herdgang       | Joëlle Smits 30' Zera Hulswit 54' Senna Koeleman 58' Chimera Ripa 72' Esmee Brugts 90' | Wedstrijdverslag                            |                                                                                  | De Haan, Ridder, Piqué, Kleine, De With ( 46' Gumbs, Aurélio, Hendriks ( 61' De Keijzer), Groenewegen, Udink ( 46' Breewel), Van Bokhoven ( 61' Homan, Van Goch     |

## Statistieken Excelsior Rotterdam 2022/2023

### Eindstand Excelsior Rotterdam in de Nederlandse Eredivisie Vrouwen 2022 / 2023
| Stand | Gespeeld | Gewonnen | Gelijk | Verloren | Punten | Doelpunten voor | Doelpunten tegen | Gele kaarten | Rode kaarten |
| ----- | -------- | -------- | ------ | -------- | ------ | --------------- | ---------------- | ------------ | ------------ |
| 11e   | 20       | 2        | 2      | 16       | 8      | 14              | 57               | 22           | 0            |

### Topscorers
| #              | Naam                        | Goal |
| -------------- | --------------------------- | ---- |
| 1.             | Dana Breewel                | 2    |
| 1.             | Aïsse Gumbs                 | 2    |
| 1.             | Lotje de Keijzer            | 2    |
| 4.             | Iris van Bokhoven           | 1    |
| 4.             | Katelyn Hendriks            | 1    |
| 4.             | Chelsea Homan               | 1    |
| 4.             | Rachel Kleine               | 1    |
| 4.             | Naomi Piqué                 | 1    |
| Eigen doelpunt |                             |      |
| 1.             | Kim Remijnse (VV Alkmaar)   | 1    |
| 1.             | Amber Verspaget (Feyenoord) | 1    |
| 1.             | Nienke Wierda (Telstar)     | 1    |
| Totaal         | Totaal                      | 14   |

| #      | Naam           | Goal |
| ------ | -------------- | ---- |
| –      | Geen speelster | 0    |
| Totaal | Totaal         | 0    |

### Kaarten
| #      | Naam                     | Kreeg geel |
| ------ | ------------------------ | ---------- |
| 1.     | Rachel Kleine            | 5          |
| 2.     | Katelyn Hendriks         | 3          |
| 3.     | Stephanie Coelho Aurélio | 2          |
| 3.     | Yentl van Goch           | 2          |
| 3.     | Fleur Mol                | 2          |
| 3.     | Lieve van Vliet          | 2          |
| 7.     | Akke van den Born        | 1          |
| 7.     | Dana Breewel             | 1          |
| 7.     | Lotje de Keijzer         | 1          |
| 7.     | Naomi Piqué              | 1          |
| 7.     | Nikki Ridder             | 1          |
| 7.     | Lieke de With            | 1          |
| Totaal | Totaal                   | 22         |

| #      | Naam           | Kreeg voor de tweede keer geel en dus rood |
| ------ | -------------- | ------------------------------------------ |
| –      | Geen speelster | 0                                          |
| Totaal | Totaal         | 0                                          |

| #      | Naam           | Weggestuurd |
| ------ | -------------- | ----------- |
| –      | Geen speelster | 0           |
| Totaal | Totaal         | 0           |

## Voetnoten
ADO Den Haag · 
Ajax · 
VV Alkmaar · 
Excelsior · 
Feyenoord · 
Fortuna Sittard · 
sc Heerenveen · 
PEC Zwolle · 
PSV · 
Telstar · 
FC Twente